# AFTA
AFTA (ang. ASEAN Free Trade Area), to strefa wolnego handlu działająca w ramach Stowarzyszenia Narodów Azji Południowo-Wschodniej.
Zaplanowane przez kraje ASEAN w 1993 r., miało objąć wszystkie kraje azjatyckie strefą wolnego handlu i spowodować rozwój regionu, otwarcie azjatyckich gospodarek na siebie, ich promocję na zewnątrz, a przez to zwiększenie konkurencyjności wobec Stanów Zjednoczonych i krajów europejskich. W 2002 kraje ASEAN podjęły rozmowy z Chinami jako potencjalnym partnerem w obszarze wolnego handlu.